# Cool It Now
Cool It Now ist ein Lied von New Edition aus dem Jahr 1984. Es erschien auf ihrem zweiten Album New Edition.

## Hintergrund
Als die Gruppe 1984 einen Plattenvertrag bei MCA Records erhielt, schrieben Vincent Brantley und Rick Timas den Titel Cool It Now. Bei der Produktion des Liedes wurde viel Geld ausgegeben, die Produktion von Cool It Now war teurer als das gesamte Debütalbum der Gruppe. Schließlich produzierten dann Vincent Brantley und Rick Timas auch den Titel, und die Fans der Gruppe wurden größer. Nach der Veröffentlichung am 27. August 1984 wurde das Lied ihr erster Top-Ten-Hit in den USA, nach einigen Wochen wurden sogar die Höchstposition vier in den Billboard Hot 100 erreicht, gleichzeitig wurde Cool It Now ein Nummer-eins-Hit in den R&B-Charts (ihr zweiter insgesamt). Spätere Veröffentlichungen der Gruppe konnten nicht mehr an den Erfolg von Cool It Now anknüpfen, somit ist das Lied bis heute ihr größter Erfolg.  
Das Lied wurde seinerzeit auch durch die Rap-Passagen von Sänger Ralph Tresvant bekannt. Im Lied rappt er die Namen der Gruppenmitglieder: „Ronnie, Bobby, Ricky, und Mike.“ Viele Jahre später wurde noch der Name „Johnny“ hinzugefügt.

## Charts
| ChartsChartplatzierungen       | Höchstplatzierung | Wochen |
| ------------------------------ | ----------------- | ------ |
| Vereinigte Staaten (Billboard) | 4 (25 Wo.)        | 25     |